# A legnagyobb példányszámban eladott albumok
Ez a világ legnagyobb példányszámban eladott zenei albumainak listája. A listán való szereplés feltétele, hogy a számadatot megbízható forrásból adták ki, és az album legalább 20 millió példányban kelt el. Ez a lista bármilyen típusú albumot tartalmazhat, beleértve a stúdióalbumokat, középlemezeket, greatest hits albumokat, válogatásalbumokat, filmzenei albumokat és remixalbumokat. A megadott adatok nem veszik figyelembe a feldolgozott albumok viszonteladását.
Az ezen a listán szereplő összes album elérhető eladási adatai legalább 30%-ban hitelesített példányszámmal vannak alátámasztva. Az igazolt eladások százalékos aránya annál nagyobb, minél újabb albumról van szó, így az 1975 előtt megjelent albumok esetében csak legalább 30%-os igazolt példányszámmal kell alátámasztani az igényelt adatokat. Az újabb albumok, például a 21 és a Come Away with Me esetében azonban legalább 70%-os hitelesített példányszámmal kell alátámasztani az eladási adatokat, ennek oka, hogy az 1980-as és 1990-es évek után több zenei piac is bevezette a minősítési rendszereket. A hitelesített példányokat a helyi zeneipari szövetségek elérhető online adatbázisaiból származnak. A hitelesített egységek aránya aszerint változik, hogy az előadó melyik évben szerepelt először a slágerlistán. Ez az oka annak, hogy olyan albumok, amelyek egyébként felkerülnének a listára, mint a The Sound of Music, In-A-Gadda-Da-Vida, Parallel Lines, Spirits Having Flown, Private Dancer, Janet, Believe, Bolo Ta Ra Ra Ra..., Human Clay, Laundry Service, Back to Black, nem kerültek fel.
Michael Jackson Thriller című albuma, amelyből a becslések szerint 70 millió példányt adtak el világszerte, a legnagyobb példányszámban eladott album. Emellett jelenleg Jackson rendelkezik a legtöbb albummal a listán, öttel, Celine Dionnak négy, míg a Beatlesnek, a Pink Floydnak, Madonnának és Whitney Houstonnak fejenként három albuma szerepel a listán.

## Színmagyarázat
| Colors | Colors                            |
| ------ | --------------------------------- |
|        | Stúdióalbumok                     |
|        | Greatest Hits és válogatáslemezek |
|        | Filmzenei albumok                 |
|        | Koncertalbumok                    |

## 40+ millió eladott példány
- Michael Jackson Thriller című albuma minden idők legnagyobb példányszámban elkelt albuma, becslések szerint 70 millió darab fogyott belőle világszerte
- A becslések szerint több mint 50 millió eladott példányszámmal az AC/DC Back in Black című albuma minden idők legkelendőbb rockalbuma
- A The Bodyguard soundtrack, amelyen több Whitney Houston-dal is szerepel, a világ legkelendőbb filmzenéje.
- A Pink Floyd The Dark Side of the Moon című lemeze több mint 500 hétig szerepelt a brit albumlistán és több mint 900 hétig a Billboard 200-as listán.
- Az Eagles Their Greatest Hits (1971-1975) című lemeze a világ legkelendőbb válogatáslemeze.
- A Fleetwood Mac a Rumours 1977-es megjelenésekor. Az album azóta több mint 40 millió példányban kelt el.
- A Bodyguard előtt a legkelendőbb filmzene rekordját a Saturday Night Fever tartotta, amelyet a Bee Gees írt

*Minden eladási adat millióban van feltüntetve
| Előadó                            | Album                           | Megjelenés | Műfaj                                  | Minősített példányok száma (a rendelkezésre álló piacokról)* | Eladási adat* | For.          |
| --------------------------------- | ------------------------------- | ---------- | -------------------------------------- | --- | ------------- | ------------- |
| Michael Jackson                   | Thriller                        | 1982       | Pop, post-disco, funk, rock            | 50,2 - US: 34 millió - JPN: 100 000 - UK: 4,5 millió - GER: 1,5 millió - FRA: 1 millió - CAN: 2 millió - AUS: 1,12 millió - MEX: 2,6 millió - NLD: 800 000 - ITA: 100 000 - SWE: 400 000 - ARG: 500 000 - SWI: 300 000 - AUT: 400 000 - FIN: 119 061 - NZ: 180 000 - HKG: 15 000 - DEN: 480 000 - DEN: 60 000 - HUN: 6000 - POR: 40 000 | 70            | [ 1 ] [ 2 ]   |
| AC/DC                             | Back in Black                   | 1980       | Hard rock                              | 30,1 - US: 25 millió - UK: 1 millió - GER: 1 millió - FRA: 600 000 - CAN: 1 millió - AUS: 840 000 - ITA: 150 000 - SPA: 150 000 - DEN: 40 000 - ARG: 160 000 - SWI: 100 000 - AUT: 50 000 - POL: 10 000 - NZ: 15 000 | 50            | [ 32 ]        |
| Whitney Houston / Various artists | The Bodyguard                   | 1992       | R&B, soul, pop, filmzene               | 28,7 - US: 18 millió - JPN: 2 millió - UK: 2,1 millió - GER: 1,5 millió - FRA: 1 millió - CAN: 1 millió - AUS: 350 000 - BRA: 750,000 - NLD: 100 000 - ITA: 25 000 - SWE: 100 000 - SPA: 600 000 - ARG: 240 000 - BEL: 200 000 - POL: 50 000 - SWI: 250 000 - AUT: 200 000 - NOR: 200 000 - FIN: 56 486 - NZ: 15 000                    | 45            | [ 39 ]        |
| Pink Floyd                        | The Dark Side of the Moon       | 1973       | Progressive rock                       | 24,8 - US: 15 millió - UK: 4,5 millió - GER: 1 millió - FRA: 400 000 - CAN: 2 millió - AUS: 980 000 - ITA: 300 000 - ARG: 240 000 - BEL: 25 000 - POL: 100 000 - AUT: 100 000 - NZ: 240 000 | 45            | [ 41 ]        |
| Eagles                            | Their Greatest Hits (1971–1975) | 1976       | Country rock, soft rock, folk rock     | 41,2 - US: 38 millió - UK: 600 000 - CAN: 2 millió - AUS: 560 000 - HKG: 15 000 | 44            | [ 42 ]        |
| Eagles                            | Hotel California                | 1976       | Soft rock                              | 31,8 - US: 26 millió - UK: 1,8 millió - GER: 500 000 - FRA: 1 millió - CAN: 1 millió - AUS: 630 000 - NLD: 100 000 - ITA: 25 000 - SPA: 400 000 - DEN: 10 000 - SWI: 200 000 - AUT: 25 000 - FIN: 30 933 - NZ: 135 000 - HKG: 15 000 | 42            | [ 44 ]        |
| Shania Twain                      | Come On Over                    | 1997       | Country, pop                           | 30,4 - US: 20 millió - JPN: 100 000 - UK: 3,3 millió - GER: 750 000 - FRA: 300 000 - CAN: 2 millió - AUS: 1,750 millió - BRA: 100 000 - MEX: 100 000 - NLD: 500 000 - SWE: 240 000 - SPA: 100 000 - DEN: 140 000 - BEL: 150 000 - ARG: 120 000 - SWI: 150 000 - AUT: 25 000 - NOR: 300 000 - FIN: 38 958 - NZ: 315 000                  | 40            | [ 47 ]        |
| Fleetwood Mac                     | Rumours                         | 1977       | Soft rock                              | 29,3 - US: 20 millió - UK: 4,5 millió - GER: 1,25 millió - FRA: 300 000 - CAN: 2 millió - AUS: 910 000 - NLD: 100 000 - ITA: 25 000 - SPA: 50 000 - DEN: 40 000 - NZ: 195 000 - HKG: 15 000 | 40            | [ 51 ] [ 52 ] |
| Meat Loaf                         | Bat Out of Hell                 | 1977       | Hard rock, glam rock, progressive rock | 22 - US: 14 millió - UK: 3,3 millió - GER: 500 000 - CAN: 2 millió - AUS: 1,820 millió - NLD: 100 000 - DEN: 40 000 - SWI: 25 000 - NOR: 25 000 - NZ: 255 000 | 40            | [ 54 ]        |
| Bee Gees / Various artists        | Saturday Night Fever            | 1977       | Disco                                  | 22,1 - US: 16 millió - UK: 2,1 millió - GER: 1,5 millió - FRA: 200 000 - CAN: 1,4 millió - AUS: 770 000 - NLD: 100 000 - ITA: 25 000 - HKG: 15 000 | 40            | [ 56 ] [ 57 ] |

## 30–39 millió eladott példány
*Minden eladási adat millióban van feltüntetve
| Előadó                   | Album                                        | Megjelenés | Műfaj                             | Minősített példányok száma (a rendelkezésre álló piacokról)* | Eladási adat* | For.                 |
| ------------------------ | -------------------------------------------- | ---------- | --------------------------------- | --- | ------------- | -------------------- |
| Led Zeppelin             | Led Zeppelin IV                              | 1971       | Hard rock, heavy metal, folk rock | 30,4 - US: 24 millió - UK: 1,8 millió - GER: 750 000 - FRA: 600 000 - CAN: 2 millió - AUS: 630 000 - BRA: 250 000 - NLD: 100 000 - ITA: 50 000 - SPA: 100 000 - NOR: 40 000 - ARG: 60 000 - SWI: 50 000 | 37            | [ 60 ]               |
| Michael Jackson          | Bad                                          | 1987       | Pop, rhythm and blues, funk, rock | 21,1 - US: 11 millió - JPN: 100 000 - UK: 4,2 millió - GER: 2 millió - FRA: 1 millió - CAN: 700 000 - AUS: 420 000 - NLD: 100 000 - SPA: 300 000 - SWE: 200 000 - DEN: 80 000 - NOR: 100 000 - MEX: 350 000 - SWI: 100 000 - AUT: 200 000 - FIN: 51 287 - NZ: 135 000 - HKG: 15 000 - POR: 40 000 | 35            | [ 67 ] [ 68 ] [ 69 ] |
| Alanis Morissette        | Jagged Little Pill                           | 1995       | Alternative rock                  | 25,4 - US: 16 millió - UK: 3 millió - GER: 1 millió - FRA: 300 000 - CAN: 2 millió - AUS: 980 000 - BRA: 500 000 - NLD: 400 000 - SPA: 300 000 - SWE: 200 000 - DEN: 180 000 - BEL: 100 000 - ARG: 60 000 - POL: 50 000 - SWI: 50 000 - NOR: 50 000 - AUT: 100 000 - FIN: 65 860 - NZ: 15 000 - POR: 80 000                                                                                                 | 33            | [ 73 ] [ 74 ]        |
| Various artists          | Dirty Dancing                                | 1987       | Pop, rock, R&B                    | 24,1 - US: 14 millió - UK: 3 millió - GER: 3,250 millió - FRA: 1 millió - CAN: 1 millió - AUS: 770 000 - BRA: 100 000 - NLD: 100 000 - ITA: 25 000 - SPA: 400 000 - SWE: 100 000 - DEN: 60 000 - POL: 50 000 - SWI: 250 000 - NZ: 15 000 - HKG: 7500 | 32            | [ 77 ]               |
| Celine Dion              | Falling into You                             | 1996       | Pop, soft rock                    | 21,1 - US: 12 millió - JPN: 800 000 - UK: 2,1 millió - GER: 1,25 millió - FRA: 1 millió - CAN: 1 millió - AUS: 910 000 - BRA: 100 000 - NLD: 600 000 - SPA: 200 000 - SWE: 200 000 - DEN: 160 000 - BEL: 200 000 - ARG: 60 000 - POL: 100 000 - SWI: 150 000 - NOR: 150 000 - AUT: 100 000 - FIN: 51 952 - NZ: 15 000                                                                                       | 32            | [ 80 ]               |
| Michael Jackson          | Dangerous                                    | 1991       | New jack swing, R&B, pop          | 17 - US: 8 millió - JPN: 400 000 - UK: 1,8 millió - GER: 2 millió - FRA: 1 millió - CAN: 600 000 - AUS: 700 000 - BRA: 100 000 - MEX: 600 000 - NLD: 300 000 - SWE: 300 000 - SPA: 600 000 - SWI: 250 000 - AUT: 200 000 - DEN: 60 000 - FIN: 61 896 - NZ: 90 000 | 32            | [ 82 ] [ 83 ] [ 84 ] |
| Adele                    | 21                                           | 2011       | Pop, soul                         | 27,1 - US: 14 millió - JPN: 100 000 - UK: 5,1 millió - GER: 1,6 millió - CAN: 1,6 millió - AUS: 1,190 millió - BRA: 480 000 - NLD: 200 000 - ITA: 480 000 - SWE: 120 000 - SPA: 300 000 - ARG: 80 000 - DEN: 180 000 - BEL: 180 000 - POL: 200 000 - SWI: 210 000 - MEX: 480 000 - NOR: 30 000 - AUT: 20 000 - RUS: 10 000 - FIN: 83 234 - HUN: 6000 - IRE: 270 000 - NZ: 195 000 - POR: 30 000 - GRE: 3000 | 31            | [ 96 ]               |
| The Beatles              | 1                                            | 2000       | Rock                              | 23,2 - US: 11 millió - JPN: 2 millió - UK: 3,6 millió - GER: 1,65 millió - FRA: 600 000 - CAN: 1 millió - AUS: 700 000 - BRA: 250 000 - NLD: 160 000 - ITA 100 000 - SWE: 160 000 - SPA: 500 000 - ARG: 120 000 - BEL: 250 000 - SWI: 150 000 - NOR: 150 000 - AUT: 150 000 - DEN: 200 000 - POL: 100 000 - POR: 120 000 - FIN: 77 466 - NZ: 225 000                                                        | 31            | [ 98 ]               |
| Metallica                | Metallica                                    | 1991       | Heavy metal                       | 22,7 - US: 16 millió - JPN: 200 000 - UK: 600 000 - GER: 2 millió - FRA: 300 000 - CAN: 1 millió - AUS: 910 000 - MEX 75 000 - NLD: 200 000 - ITA: 50 000 - SWE: 100 000 - ARG: 300 000 - BEL: 100 000 - POL: 70 000 - NOR: 150 000 - DEN: 140 000 - SWI: 200 000 - AUT: 100 000 - FIN: 112 856 - NZ: 150 000                                                                                               | 31            | [ 100 ]              |
| Celine Dion              | Let’s Talk About Love                        | 1997       | Pop, soft rock                    | 19,5 - US: 10 millió - JPN: 1 millió - UK: 1,8 millió - GER: 1,5 millió - FRA: 1 millió - CAN: 1 millió - AUS: 490 000 - NLD: 500 000 - SWE: 240 000 - SPA: 400 000 - DEN: 220 000 - BEL: 200 000 - ARG: 120 000 - POL: 200 000 - SWI 300 000 - NOR: 200 000 - AUT: 100 000 - FIN: 97 744 - NZ: 135 000 - HKG: 40 000 - URY: 3000                                                                           | 31            | [ 104 ]              |
| Bob Marley & The Wailers | Legend: The Best of Bob Marley & The Wailers | 1984       | Reggae                            | 22,9 - US: 15 millió - UK: 4,260 millió - GER: 500 000 - FRA: 1 millió - CAN: 200 000 - AUS: 420 000 - NLD: 100 000 - ITA: 100 000 - SWE: 50 000 - SPA: 100 000 - ARG: 240 000 - BEL: 200 000 - NOR: 25 000 - SWI: 300 000 - AUT: 100 000 - FIN: 36 703 - NZ: 300 000 | 30            | [ 106 ]              |
| Nirvana                  | Nevermind                                    | 1991       | Grunge, alternative rock          | 17,8 - US: 10 millió - JPN: 600 000 - UK: 1,8 millió - GER: 1 millió - FRA: 1 millió - CAN: 1 millió - AUS: 350 000 - BRA: 250 000 - NLD: 100 000 - ITA: 150 000 - SPA: 100 000 - SWE: 200 000 - DEN: 120 000 - ARG: 180 000 - BEL: 400 000 - POL: 120 000 - SWI: 50 000 - MEX: 200 000 - AUT: 50 000 - FIN: 46 830 - NZ: 105 000                                                                           | 30            | [ 110 ] [ 111 ]      |
| Guns N' Roses            | Appetite for Destruction                     | 1987       | Hard rock                         | 22,8 - US: 18 millió - JPN: 200 000 - UK: 1 200 000 - GER: 500 000 - FRA: 200 000 - CAN: 1 millió - AUS: 490 000 - BRA: 350 000 - NLD: 100 000 - ITA: 100 000 - SPA: 50 000 - SWE: 80 000 - DEN: 80 000 - ARG: 180 000 - SWI: 50 000 - MEX: 100 000 - AUT: 100 000 - FIN: 25 000 - NZ: 75 000 | 30            | [ 114 ] [ 115 ]      |
| Bruce Springsteen        | Born in the U.S.A.                           | 1984       | Heartland rock                    | 22 - US: 17 millió - UK: 900 000 - GER: 1 millió - FRA: 300 000 - CAN: 1 millió - AUS: 910 000 - ITA: 50 000 - SPA: 50 000 - DEN: 60 000 - BEL: 75 000 - SWI: 100 000 - MEX: 250 000 - FIN: 108 913 - NZ: 255 000 | 30            | [ 119 ]              |
| ABBA                     | Gold: Greatest Hits                          | 1992       | Pop, disco                        | 21,6 - US: 6 millió - JPN: 600 000 - UK: 6 millió - GER: 2,5 millió - FRA: 1 millió - CAN: 1 millió - AUS: 1,19 millió - BRA: 100 000 - NLD: 100 000 - ITA: 100 000 - SPA: 500 000 - SWE: 500 000 - MEX: 250 000 - SWI: 500 000 - ARG: 240 000 - BEL: 350 000 - AUT: 150 000 - DEN: 570 000 - POL: 100 000 - FIN: 145 962 - POR: 20 000 - NZ: 240 000 - RUS: 10 000                                         | 30            | [ 123 ]              |
| Dire Straits             | Brothers in Arms                             | 1985       | Roots rock, blues rock, soft rock | 21,1 - US: 9 millió - UK: 4,2 millió - GER: 500 000 - FRA: 3 millió - CAN: 1 millió - AUS: 1,19 millió - ITA: 550 000 - SPA: 300 000 - SWE: 50 000 - ARG: 30 000 - BEL: 200 000 - DEN: 120 000 - SWI: 300 000 - AUT: 200 000 - POL: 50 000 - FIN: 116 784 - NZ: 360 000 - HKG: 15 000 | 30            | [ 127 ] [ 128 ]      |
| Santana                  | Supernatural                                 | 1999       | Latin rock                        | 20,8 - US: 15 millió - JPN: 200 000 - UK: 900 000 - GER: 1 millió - FRA: 600 000 - CAN: 1 millió - AUS: 280 000 - BRA: 250 000 - ITA: 25 000 - NLD: 200 000 - SWE: 80 000 - SPA: 300 000 - BEL: 100 000 - ARG: 120 000 - POL: 100 000 - SWI: 200 000 - MEX: 300 000 - AUT: 100 000 - FIN: 50 291 - NZ: 60 000                                                                                               | 30            | [ 129 ]              |
| Madonna                  | The Immaculate Collection                    | 1990       | Pop, dance                        | 19,8 - US: 10 millió - JPN: 800 000 - UK: 3,9 millió - GER: 750 000 - FRA: 1 millió - CAN: 700 000 - AUS: 840 000 - BRA: 500 000 - NLD: 300 000 - SWE: 50 000 - SPA: 300 000 - ARG: 360 000 - SWI: 50 000 - AUT: 50 000 - DEN: 80 000 - FIN: 92 500 - NZ: 105 000 | 30            | [ 132 ]              |
| Pink Floyd               | The Wall                                     | 1979       | Progressive rock                  | 18,9 - US: 11,5 millió - UK: 600 000 - GER: 2 millió - FRA: 1 millió - CAN: 2 millió - AUS: 770 000 - NLD: 135 000 - ITA: 25 000 - SPA: 100 000 - DEN: 120 000 - ARG: 60 000 - POL: 120 000 - SWI: 100 000 - NZ: 210 000 - HKG: 15 000 | 30            | [ 135 ]              |
| The Beatles              | Sgt. Pepper’s Lonely Hearts Club Band        | 1967       | Rock                              | 18,3 - US: 11 millió - UK: 5,1 millió - GER: 500 000 - FRA: 100 000 - CAN: 800 000 - AUS: 280 000 - BRA: 100 000 - ITA: 50 000 - ARG: 300 000 - NZ: 90 000 | 30            | [ 136 ]              |
| The Beatles              | Abbey Road                                   | 1969       | Rock                              | 16,9 - US: 12 millió - UK: 2,4 millió - GER: 500 000 - FRA: 100 000 - CAN: 1 millió - AUS: 210 000 - ITA: 50 000 - DEN: 60 000 - ARG: 500 000 - BEL: 50 000 - NZ: 75 000 | 30            | [ 138 ]              |

## 20–29 millió eladott példány
*Minden eladási adat millióban van feltüntetve

| Előadó                    | Album                                                   | Megjelenés | Műfaj                                         | Minősített példányok száma (a rendelkezésre álló piacokról)* | Eladási adat* | For.                    |
| ------------------------- | ------------------------------------------------------- | ---------- | --------------------------------------------- | --- | ------------- | ----------------------- |
| Norah Jones               | Come Away with Me                                       | 2002       | Jazz                                          | 19,9 - US: 12 millió - JPN: 500 000 - UK: 2.4 millió - GER: 750 000 - FRA: 1 millió - CAN: 1 millió - AUS: 770 000 - BRA: 125 000 - NLD: 160,000 - ITA: 25 000 - SWE: 60 000 - SPA: 100 000 - DEN: 220 000 - ARG: 80 000 - BEL: 100 000 - SWI: 120 000 - AUT: 80 000 - POL: 200 000 - NZ: 165 000 - POR: 80 000                                            | 28            | [ 140 ]                 |
| Mariah Carey              | Music Box                                               | 1993       | Pop, R&B                                      | 17,8 - US: 10 millió - JPN: 1 millió - UK: 1,5 millió - GER: 1 millió - FRA: 1 millió - CAN: 700 000 - AUS: 840 000 - BRA: 100 000 - NLD: 600 000 - SWE: 100 000 - SPA: 400 000 - BEL: 100 000 - NOR: 160 000 - SWI: 200 000 - AUT: 100 000 - FIN: 47 382 - NZ: 15 000                                                                                     | 28            | [ 142 ]                 |
| Various artists           | Grease: The Original Soundtrack from the Motion Picture | 1978       | Rock and roll                                 | 15 - US: 8 millió - UK: 2,7 millió - GER: 1,25 millió - FRA: 400 000 - CAN: 1 millió - AUS: 980 000 - ITA: 50 000 - SPA: 300 000 - DEN: 140 000 - BEL: 25 000 - NOR: 50 000 - SWI: 25 000 - NZ: 90 000 - HKG: 20 000 | 28            | [ 144 ]                 |
| Eminem                    | The Eminem Show                                         | 2002       | Hip hop                                       | 19,1 - US: 12 millió - JPN: 600 000 - UK: 1,8 millió - GER: 900 000 - FRA: 600 000 - CAN: 1 millió - AUS: 1,070 millió - BRA: 50 000 - NLD: 80 000 - ITA: 50 000 - SWE: 120 000 - SPA: 100 000 - DEN: 140 000 - ARG: 40 000 - MEX: 75 000 - BEL: 50 000 - NOR: 50 000 - SWI: 120 000 - AUT: 60 000 - POL: 50 000 - FIN: 62 212 - NZ: 135 000 - POR: 40 000 | 27            | [ 147 ] [ 148 ]         |
| James Horner              | Titanic: Music from the Motion Picture                  | 1997       | Filmzene                                      | 18,1 - US: 11 millió - JPN: 1 millió - UK: 900 000 - GER: 1,25 millió - FRA: 1 millió - CAN: 1 millió - AUS: 350 000 - NLD: 175 000 - SWE: 160 000 - SPA: 400 000 - BEL: 150 000 - POL: 140 000 - ARG: 60 000 - SWI: 200 000 - AUT: 100 000 - NOR: 100 000 - FIN: 73 509 - NZ: 60 000 - HKG: 20 000                                                        | 27            | [ 151 ]                 |
| Britney Spears            | ...Baby One More Time                                   | 1999       | Pop                                           | 19,9 - US: 14 millió - JPN: 200 000 - UK: 1,2 millió - GER: 750 000 - FRA: 600 000 - CAN: 1 millió - AUS: 280 000 - BRA: 100 000 - NLD: 300 000 - SWE: 80 000 - SPA: 300 000 - ARG: 240 000 - MEX: 375 000 - BEL: 150 000 - NOR: 50 000 - SWI: 100 000 - AUT: 50 000 - POL: 100 000 - NZ: 45 000                                                           | 26            | [ 152 ]                 |
| Eric Clapton              | Unplugged                                               | 1992       | Acoustic rock, acoustic blues                 | 17 - US: 10 millió - JPN: 800 000 - UK: 1,2 millió - GER: 1,250 millió - FRA: 600 000 - CAN: 1 millió - AUS: 560 000 - BRA: 250 000 - NLD: 400 000 - ITA: 25 000 - SWE: 100 000 - SPA: 300 000 - DEN: 60 000 - ARG: 120 000 - BEL: 100 000 - SWI: 100 000 - AUT: 100 000 - POL: 50 000 - FIN: 45 034 - NZ: 15 000                                          | 26            | [ 154 ]                 |
| Queen                     | Greatest Hits                                           | 1981       | Rock                                          | 20,6 - US: 9 millió - JPN: 100 000 - UK: 6,9 millió - GER: 1,750 millió - FRA: 200 000 - CAN: 300 000 - AUS: 1,05 millió - BRA: 250 000 - NLD: 100 000 - ITA: 50 000 - SWE: 50 000 - SPA: 50 000 - ARG: 180 000 - SWI: 250 000 - AUT: 200 000 - POL: 50 000 - FIN: 55 058 - NZ: 150 000                                                                    | 25            | [ 156 ]                 |
| Phil Collins              | No Jacket Required                                      | 1985       | Pop rock                                      | 17,7 - US: 12 millió - UK: 1,8 millió - GER: 1,5 millió - FRA: 600 000 - CAN: 1 millió - AUS: 70 000 - NLD: 100 000 - ITA: 250 000 - SPA: 100 000 - ARG: 180 000 - SWI: 100 000 - AUT: 50 000 - FIN: 34 203 - NZ: 15 000 | 25            | [ 158 ]                 |
| Eminem                    | The Marshall Mathers LP                                 | 2000       | Hip hop                                       | 17,5 - US: 11 millió - JPN: 200 000 - UK: 2,4 millió - GER: 900 000 - FRA: 600 000 - CAN: 800 000 - AUS: 280 000 - BRA: 100 000 - NLD: 80 000 - ITA: 25 000 - SWE: 160 000 - SPA: 100 000 - DEN: 100 000 - ARG: 30 000 - MEX: 150 000 - BEL: 100 000 - NOR: 100 000 - SWI: 200 000 - AUT: 50 000 - POL: 100 000 - FIN: 40 055 - NZ: 75 000                 | 25            | [ 160 ]                 |
| Linkin Park               | Hybrid Theory                                           | 2000       | Nu metal, rap metal, alternative metal        | 17,2 - US: 12 millió - JPN: 200 000 - UK: 1,8 millió - GER: 900 000 - FRA: 200 000 - CAN: 500 000 - AUS: 350 000 - BRA: 250 000 - NLD: 80 000 - ITA: 100 000 - SWE: 80 000 - SPA: 100 000 - DEN: 80 000 - ARG: 60 000 - MEX: 150 000 - BEL: 100 000 - SWI: 50 000 - AUT: 50 000 - POL: 100 000 - FIN: 62 629 - NZ: 75 000                                  | 25            | [ 162 ]                 |
| U2                        | The Joshua Tree                                         | 1987       | Rock                                          | 16,7 - US: 10 millió - UK: 2,7 millió - GER: 1 millió - FRA: 600 000 - CAN: 1 millió - AUS: 350 000 - NLD: 100 000 - ITA: 25 000 - SPA: 400 000 - ARG: 60 000 - MEX: 100 000 - SWI: 50 000 - AUT: 150 000 - FIN: 27 965 - NZ: 210 000 | 25            | [ 163 ]                 |
| Whitney Houston           | Whitney Houston                                         | 1985       | Pop, R&B                                      | 16,6 - US: 13 millió - UK: 1,2 millió - GER: 500 000 - FRA: 100 000 - CAN: 1 millió - AUS: 280 000 - NLD: 100 000 - SWE: 200 000 - NOR: 100 000 - BEL: 25 000 - SWI: 50 000 - AUT: 50 000 - FIN: 29 109 - HKG: 15 000 - NZ: 15 000 | 25            | [ 167 ]                 |
| Prince and The Revolution | Purple Rain                                             | 1984       | Pop rock, new wave, R&B                       | 15,7 - US: 13 millió - UK: 600 000 - GER: 750 000 - FRA: 300 000 - CAN: 600 000 - AUS: 210 000 - NLD: 100 000 - ITA: 25 000 - SPA: 50 000 - DEN: 10 000 - SWI: 50 000 - AUT: 25 000 - NZ: 75 000 | 25            | [ 169 ]                 |
| Bon Jovi                  | Slippery When Wet                                       | 1986       | Hard rock, glam metal                         | 15,3 - US: 12 millió - UK: 900 000 - GER: 500 000 - CAN: 1 millió - AUS: 420 000 - SPA: 100 000 - NOR 50 000 - DEN: 10 000 - SWI: 250 000 - FIN: 73 564 - NZ: 15 000 | 25            | [ 171 ]                 |
| Carole King               | Tapestry                                                | 1971       | Pop                                           | 15,1 - US: 14 millió - UK: 600 000 - AUS: 560 000 - NZ: 15 000 | 25            | [ 172 ]                 |
| Madonna                   | True Blue                                               | 1986       | Pop, dance                                    | 14,5 - US: 7 millió - JPN: 100 000 - UK: 2,1 millió - GER: 1 millió - FRA: 1 millió - CAN: 1 millió - AUS: 280 000 - BRA: 100 000 - NLD: 100 000 - ITA: 800 000 - SPA: 300 000 - ARG: 240 000 - BEL: 75 000 - NOR: 100 000 - SWI: 150 000 - AUT: 50 000 - FIN: 53 912 - NZ: 75 000 - POR: 20 000                                                           | 25            | [ 173 ]                 |
| Simon & Garfunkel         | Bridge over Troubled Water                              | 1970       | Folk rock                                     | 12,5 - US: 8 millió - UK: 3,3 millió - GER: 500 000 - FRA: 300 000 - CAN: 400 000 - SWI: 25 000 - FIN: 25 000 | 25            | [ 174 ]                 |
| George Michael            | Faith                                                   | 1987       | Pop, R&B, funk, soul                          | 13,9 - US: 10 millió - UK: 1,2 millió - GER: 250 000 - FRA: 600 000 - CAN: 1 millió - AUS: 350 000 - NLD: 100 000 - SWE: 50 000 - SPA: 200 000 - DEN: 20 000 - ARG: 60 000 - NOR: 50 000 - SWI: 100 000 - NZ: 15 000 | 25            | [ 176 ]                 |
| Elton John                | Greatest Hits                                           | 1974       | Pop                                           | 19,1 - US: 17 millió - JPN: 200 000 - UK: 800 000 - FRA: 100 000 - CAN: 1 millió | 24            | [ 177 ]                 |
| Backstreet Boys           | Millennium                                              | 1999       | Pop                                           | 18,4 - US: 13 millió - JPN: 800 000 - UK: 300 000 - GER: 750 000 - CAN: 1 millió - AUS: 210 000 - BRA: 500 000 - NLD: 200 000 - SWE: 80 000 - SPA: 400 000 - ARG: 180 000 - MEX: 675 000 - BEL: 100 000 - NOR: 50 000 - SWI: 50 000 - AUT: 25 000 - POL: 50 000 - FIN: 42 525 - NZ: 30 000                                                                 | 24            | [ 178 ]                 |
| Spice Girls               | Spice                                                   | 1996       | Pop                                           | 16,4 - US: 7 millió - JPN: 400 000 - UK: 3 millió - GER: 750 000 - FRA: 1 millió - CAN: 1 millió - AUS: 420 000 - BRA: 500 000 - NLD: 300 000 - SWE: 160 000 - SPA: 1 millió - DEN: 120 000 - MEX: 100 000 - BEL: 150 000 - NOR: 100 000 - SWI: 100 000 - AUT: 50 000 - POL: 200 000 - FIN: 76 375 - NZ: 15 000                                            | 23            | [ 180 ] [ 181 ]         |
| Ace of Base               | Happy Nation/The Sign                                   | 1993       | Pop                                           | 14,4 - US: 9 millió - JPN: 600 000 - UK: 600 000 - GER: 1,5 millió - FRA: 1 millió - CAN: 1 millió - AUS: 70 000 - BRA: 100 000 - NLD: 200 000 - SPA: 100 000 - SWI: 100 000 - AUT: 75 000 - FIN: 82 715 - NZ: 15 000 | 23            | [ 182 ]                 |
| Adele                     | 25                                                      | 2015       | Soul, pop, R&B                                | 19 - US: 11 millió - UK: 3,6 millió - GER: 1,2 millió - CAN: 800 000 - AUS: 700 000 - BRA: 160 000 - ITA: 250 000 - SWE: 80 000 - SPA: 120 000 - DEN: 100 000 - MEX: 210 000 - BEL: 240 000 - NOR: 80 000 - SWI: 120 000 - AUT: 60 000 - POL: 100 000 - FIN: 47 482 - NZ: 180 000 - POR: 15 000                                                            | 22            | [ 184 ]                 |
| Michael Jackson           | HIStory: Past, Present and Future, Book I               | 1995       | R&B, pop, hip hop                             | 15,1 - US: 8 millió - JPN: 400 000 - UK: 1,2 millió - GER: 1,5 millió - FRA: 1 millió - CAN: 500 000 - AUS: 560 000 - NLD: 300 000 - ITA: 35 000 - SWE: 100 000 - SPA: 300 000 - ARG: 60 000 - DEN: 250 000 - BEL: 250 000 - NOR: 50 000 - SWI: 150 000 - MEX: 100 000 - AUT: 100 000 - POL: 100 000 - FIN: 61 352 - NZ: 135 000                           | 22            | [ 186 ]                 |
| Celine Dion               | All the Way... A Decade of Song                         | 1999       | Pop                                           | 14,4 - US: 7 millió - JPN: 2 millió - UK: 1,2 millió - GER: 1,050 millió - FRA: 600 000 - CAN: 1 millió - AUS: 350 000 - BRA: 250 000 - SWE: 160 000 - SPA: 200 000 - ARG: 60 000 - BEL: 150 000 - NOR: 100 000 - SWI: 150 000 - AUT: 50 000 - POL: 100 000 - FIN: 55 713 - NZ: 60 000                                                                     | 22            | [ 187 ]                 |
| Madonna                   | Like a Virgin                                           | 1984       | Pop, dance                                    | 16,2 - US: 10 millió - JPN: 100 000 - UK: 900 000 - GER: 750 000 - FRA: 600 000 - CAN: 1 millió - AUS: 490 000 - ITA: 1 millió - SPA: 100 000 - BEL: 75 000 - SWI: 100 000 - FIN: 35 398 - NZ: 75 000 | 21            | [ 188 ]                 |
| Bon Jovi                  | Cross Road                                              | 1994       | Hard rock, glam metal                         | 11,6 - US: 4 millió - JPN: 1 millió - UK: 1,8 millió - GER: 1 millió - FRA: 300 000 - CAN: 1 millió - AUS: 910 000 - NLD: 200 000 - SWE: 100 000 - SPA: 400 000 - ARG: 240 000 - BEL: 100 000 - SWI: 150 000 - AUT: 150 000 - POL: 50 000 - FIN: 123 354 - NZ: 105 000                                                                                     | 21            | [ 189 ]                 |
| Elvis Presley             | Elvis’ Christmas Album                                  | 1957       | Christmas, pop, gospel, rock and roll         | 20,8 - US: 20 millió - UK: 440 000 - CAN: 400 000 - AUS: 35 000 | 20            | [ 191 ] [ 192 ] [ 193 ] |
| Boston                    | Boston                                                  | 1976       | Arena rock, hard rock                         | 18,1 - US: 17 millió - UK: 100 000 - CAN: 1 millió | 20            | [ 194 ]                 |
| Mariah Carey              | Daydream                                                | 1995       | Pop, R&B                                      | 15,2 - US: 11 millió - JPN: 1 millió - UK: 600 000 - GER: 500 000 - FRA: 600 000 - CAN: 700 000 - AUS: 350 000 - NLD: 100 000 - SPA: 200 000 - BEL: 50 000 - NOR: 50 000 - SWI: 25 000 - AUT: 25 000 - POL: 50 000 - NZ: 15 000 | 20            | [ 195 ]                 |
| Green Day                 | Dookie                                                  | 1994       | Pop punk, punk rock, alternative rock         | 14,6 - US: 10 millió - JPN: 200 000 - UK: 900 000 - GER: 750 000 - FRA: 100 000 - CAN: 1 millió - AUS: 350 000 - BRA: 100 000 - ITA: 50 000 - SWE: 50 000 - SPA: 100 000 - ARG: 60 000 - BEL: 25 000 - DEN: 80 000 - SWI: 25 000 - AUT: 50 000 - POL: 50 000 - FIN: 35 205 - NZ: 15 000 - IRE: 60 000                                                      | 20            | [ 198 ]                 |
| Shania Twain              | The Woman in Me                                         | 1995       | Country, pop                                  | 14,5 - US: 12 millió - UK: 300 000 - CAN: 2 millió - AUS: 210 000 | 20            | [ 199 ]                 |
| Britney Spears            | Oops!... I Did It Again                                 | 2000       | Pop                                           | 14,4 - US: 10 millió - JPN: 200 000 - UK: 900 000 - GER: 900 000 - FRA: 300 000 - CAN: 500 000 - AUS: 210 000 - BRA: 100 000 - NLD: 160 000 - SWE: 80 000 - SPA: 200 000 - ARG: 60 000 - MEX: 300 000 - BEL: 150 000 - NOR: 50 000 - SWI: 100 000 - AUT: 100 000 - POL: 100 000 - FIN: 54 274 - NZ: 30 000                                                 | 20            | [ 200 ]                 |
| Whitney Houston           | Whitney                                                 | 1987       | Pop, R&B                                      | 14,4 - US: 10 millió - UK: 2,1 millió - GER: 500 000 - FRA: 300 000 - CAN: 700 000 - NLD: 100 000 - SWE: 200 000 - SPA: 200 000 - NOR: 100 000 - DEN: 20 000 - SWI: 100 000 - AUT: 100 000 - FIN: 59 053 - HKG: 15 000 - NZ: 15 000 | 20            | [ 202 ]                 |
| Def Leppard               | Hysteria                                                | 1987       | Hard rock, glam metal                         | 13,9 - US: 12 millió - UK: 600 000 - CAN: 1 millió - AUS: 280 000 - SWE: 50 000 - NOR: 50 000 - SWI: 50 000 - NZ: 15 000 | 20            | [ 204 ]                 |
| Lauryn Hill               | The Miseducation of Lauryn Hill                         | 1998       | Neo Soul, R&B, Hip Hop                        | 13,7 - US: 10 millió - JPN: 1 millió - UK: 1,2 millió - FRA: 300 000 - CAN: 700 000 - AUS: 140 000 - NLD: 100 000 - SWE: 80 000 - SPA: 50 000 - BEL: 50 000 - NOR: 50 000 - SWI: 50 000 - AUT: 25 000 - NZ: 45 000 | 20            | [ 205 ] [ 206 ] [ 207 ] |
| Tracy Chapman             | Tracy Chapman                                           | 1988       | Folk rock                                     | 13,3 - US: 6 millió - UK: 2,1 millió - GER: 2,250 millió - FRA: 1 millió - CAN: 300 000 - AUS: 490 000 - BRA: 100 000 - NLD: 100 000 - ITA: 25 000 - SWE: 50 000 - SPA: 300 000 - ARG: 120 000 - DEN: 120 000 - SWI: 200 000 - AUT: 100 000 - NZ: 15 000 - POR: 40 000                                                                                     | 20            | [ 210 ]                 |
| Lionel Richie             | Can’t Slow Down                                         | 1983       | Pop, R&B, soul                                | 12,3 - US: 10 millió - UK: 900 000 - GER: 250 000 - FRA: 100 000 - CAN: 1 millió - NLD: 100 000 - SPA: 50 000 - FIN: 50 608 - NZ: 15 000 | 20            | [ 211 ]                 |
| Michael Jackson           | Off the Wall                                            | 1979       | Disco, pop, funk, R&B                         | 11,7 - US: 9 millió - UK: 1,8 millió - FRA: 300 000 - CAN: 100 000 - AUS: 350 000 - NLD: 100 000 - ITA: 30 000 - DEN: 10 000 - NZ: 90 000 | 20            | [ 213 ]                 |
| Fugees                    | The Score                                               | 1996       | Alternative hip hop                           | 11,6 - US: 7 millió - JPN: 100 000 - UK: 1,5 millió - GER: 750 000 - FRA: 1 millió - CAN: 500 000 - AUS: 70 000 - NLD: 100 000 - SWE: 100 000 - SPA: 100 000 - DEN: 80 000 - BEL: 50 000 - NOR: 25 000 - SWI: 100 000 - AUT: 50 000 - POL: 100 000 - FIN: 26 267 - NZ: 15 000                                                                              | 20            | [ 216 ]                 |
| Oasis                     | (What's the Story) Morning Glory?                       | 1995       | Britpop, rock                                 | 11,6 - US: 4 millió - JPN: 200 000 - UK: 4,8 millió - GER: 250 000 - FRA: 300 000 - CAN: 800 000 - AUS: 560 000 - NLD: 50 000 - ITA: 100 000 - SWE: 100 000 - SPA: 200 000 - ARG: 30 000 - DEN: 120 000 - BEL: 25 000 - NOR: 50 000 - SWI: 25 000 - AUT: 25 000 - FIN: 27 540 - NZ: 15 000                                                                 | 20            | [ 218 ] [ 219 ]         |
| Celine Dion               | The Colour of My Love                                   | 1993       | Pop                                           | 11,1 - US: 6 millió - JPN: 600 000 - UK: 1,5 millió - GER: 250 000 - FRA: 300 000 - CAN: 1 millió - AUS: 630 000 - NLD: 300 000 - SWE: 100 000 - SPA: 100 000 - BEL: 100 000 - NOR: 150 000 - SWI: 50 000 - AUT: 25 000 - FIN: 40 289 - NZ: 15 000 | 20            | [ 220 ]                 |
| Amy Winehouse             | Back to Black                                           | 2006       | R&B, soul, jazz                               | 10 - US: 2 millió - JPN: 100 000 - UK: 4,2 millió - GER: 1,2 millió - FRA: 400 000 - CAN: 100 000 - AUS: 420 000 - BRA: 250 000 - ITA: 200 000 - SPA: 160 000 - BEL: 150 000 - POL: 40 000 - DEN: 160 000 - AUT: 210 000 - NOR: 40 000 - SWI: 210 000 - FIN: 33 884 - RUS: 40 000 - NZ: 90 000 - HUN: 6000                                                 | 20            | [ 226 ]                 |
| Elton John                | Goodbye Yellow Brick Road                               | 1973       | rock, pop rock, glam rock                     | 9,6 - US: 8 millió - UK: 1,4 millió - AUS: 210 000 - NZ: 15 000 | 20            | [ 229 ]                 |
| Pink Floyd                | Wish You Were Here                                      | 1975       | Progressive rock, art rock, experimental rock | 9,2 - US: 6 millió - UK: 600 000 - GER: 500 000 - FRA: 1 millió - CAN: 300 000 - AUS: 490 000 - ITA: 150 000 - ARG: 30 000 - AUT: 100 000 - POL: 20 000 - NZ: 60 000 | 20            | [ 230 ]                 |
| Various artists           | Flashdance: Original Soundtrack from the Motion Picture | 1983       | Electro, szintipop                            | 7,9 - US: 6 millió - UK: 100 000 - GER: 500 000 - FRA: 100 000 - CAN: 900 000 - SPA: 100 000 - SWI: 200 000 | 20            | [ 231 ]                 |

## A legkelendőbb albumok idővonala
| Rekordállítás éve | Előadó                   | Album                    | Eladás, amivel rekordot döntött (millió) | Összes eladás (millió) | For.                    |
| ----------------- | ------------------------ | ------------------------ | ---------------------------------------- | ---------------------- | ----------------------- |
| 1945              | Various Artists          | Oklahoma! (78 rpm album) | 0,5                                      | 1                      | [ 232 ] [ 233 ]         |
| 1946 után         | Al Jolson                | The Jolson Story         | 1                                        |                        | [ 234 ]                 |
| 1956              | Various Artists          | Oklahoma! (LP album)     | 1,75                                     | 2,5                    | [ 235 ]                 |
| 1956/1957         | Various Artists          | My Fair Lady             | 2                                        | 5                      | [ 236 ] [ 237 ] [ 238 ] |
| 1960              | Various Artists          | South Pacific            | 2,25                                     | 3                      | [ 239 ]                 |
| 1963              | Vaughn Meader            | The First Family         | 4                                        | 7,5                    | [ 240 ] [ 241 ]         |
| 1968              | Various Artists          | The Sound of Music       | 8                                        |                        | [ 242 ]                 |
| 1973              | Carole King              | Tapestry                 | 10+                                      |                        | [ 243 ]                 |
| 1975/1976         | Various Artists          | The Sound of Music       | 10–15                                    |                        | [ 244 ] [ 245 ]         |
| 1976              | Carole King              | Tapestry                 | 13,5                                     | 25                     | [ 246 ]                 |
| 1979              | Bee Gees/Various Artists | Saturday Night Fever     | 25–27                                    | 40                     | [ 247 ] [ 248 ]         |
| 1984              | Michael Jackson          | Thriller                 | 35                                       | 70                     | [ 3 ] [ 249 ]           |

## A legkelendőbb albumok évenként világszerte
A világ legkelendőbb albumainak évenkénti listáját 2001 óta évente állítja össze a Nemzetközi Hanglemezipari Szövetség. Ezeket a listákat két éves jelentésükben, a Digital Music Reportban és a Recording Industry in Numbersben teszik közzé. A Digital Music Report és a Recording Industry in Numbers című kiadványt 2016-ban a Global Music Report váltotta fel.
Az eladott egységek fizikai példányokat és digitális letöltéseket tartalmaznak.
| Év   | Album                                     | Előadó(k)                      | Eladások (millió) | For.            |
| ---- | ----------------------------------------- | ------------------------------ | ----------------- | --------------- |
| 2001 | Hybrid Theory                             | Linkin Park                    | 9                 | [ 251 ]         |
| 2002 | The Eminem Show                           | Eminem                         | 13,9              | [ 252 ]         |
| 2003 | Come Away with Me                         | Norah Jones                    | 11                | [ 253 ] [ 254 ] |
| 2004 | Confessions                               | Usher                          | 12                | [ 255 ]         |
| 2005 | X&Y                                       | Coldplay                       | 8,3               | [ 256 ]         |
| 2006 | High School Musical                       | Various Artists                | 7                 | [ 257 ]         |
| 2007 | High School Musical 2                     | Various Artists                | 6                 | [ 258 ]         |
| 2008 | Viva la Vida or Death and All His Friends | Coldplay                       | 6,8               | [ 259 ]         |
| 2009 | I Dreamed a Dream                         | Susan Boyle                    | 8,3               | [ 260 ]         |
| 2010 | Recovery                                  | Eminem                         | 5,7               | [ 261 ]         |
| 2011 | 21                                        | Adele                          | 18,1              | [ 252 ]         |
| 2012 | 21                                        | Adele                          | 8,3               | [ 262 ]         |
| 2013 | Midnight Memories                         | One Direction                  | 4                 | [ 263 ]         |
| 2014 | Frozen                                    | Various Artists                | 10                | [ 264 ]         |
| 2015 | 25                                        | Adele                          | 17,4              | [ 265 ]         |
| 2016 | Lemonade                                  | Beyoncé                        | 2,5               | [ 266 ]         |
| 2017 | ÷                                         | Ed Sheeran                     | 6,1               | [ 267 ]         |
| 2018 | The Greatest Showman                      | Hugh Jackman & Various Artists | 3,5               | [ 268 ]         |
| 2019 | 5x20 All the Best!! 1999–2019             | Arashi                         | 3,3               | [ 269 ]         |
| 2020 | Map of the Soul: 7                        | BTS                            | 4,8               | [ 270 ]         |
| 2021 | 30                                        | Adele                          | 4,68              | [ 271 ]         |
| 2022 | Greatest Works of Art                     | Jay Chou                       | 7,2               | [ 272 ]         |
| 2023 | FML                                       | Seventeen                      | 6,2               | [ 273 ] [ 274 ] |
| 2024 | The Tortured Poets Department             | Taylor Swift                   | 5,6               | [ 275 ]         |

## Lásd még
- A legnagyobb példányszámban eladott kislemezek
- A legsikeresebb zenei előadók listája